# Apristurus fedorovi
Apristurus fedorovi és un peix de la família dels esciliorrínids i de l'ordre dels carcariniformes.

## Morfologia
Pot arribar als 68,3 cm de llargària total.

## Reproducció
És ovípar.

## Hàbitat
Viu entre els 100 i els 1.500 m de fondària.

## Distribució geogràfica
Es troba a les costes del nord-oest del Pacífic: Japó.